# 香港雙節棍總會
香港雙節棍總會（英語：Hong Kong Nunchaku Association，簡稱HKNA）由香港武術家劉萬梁於2016年創立，是香港首個以雙節棍運動為核心的文化推廣、表演組織和武館。創辦人劉萬梁為香港雙節棍總會主席兼總教練，香港雙節棍總會永遠榮譽會長為香港著名漫畫家崔成安。2020年，香港雙節棍總會正式獲認可為世界雙節棍總會（香港分會）(英語：World Nunchaku Association - Hong Kong），以及指定成為旗下亞洲雙節棍總會成員之一。該會致力於推廣雙節棍運動文化，宣導雙節棍在合法、安全、正確及健康的理念，並涵蓋本地大小活動、表演、比賽、媒體、電視臺拍攝等多方面的發展。

## 歷史
香港雙節棍總會的前身為2009年成立的飛翔香港雙節棍藝術協會，以本地教授和推廣雙節棍運動為使命，屢次受邀參與電視台及媒體報章中的訪問和拍攝。
2011年，飛翔雙節棍藝術協會創辦人及主席劉萬梁通過全港海選入選進棚拍攝香港武術選秀節目《功夫新星》，並最終奪得全港12強。其後，他與協會學員受邀與香港殿堂級饒舌歌手歐陽靖參與無限電視節目《歡樂滿東華2011》中同台演出項目「棍影縱橫揚善心」。
2016年，該會與優才（楊殷有娣）書院聯合成就由507位，包括校長及一眾師生共同創下的「世界最大規模雙節棍課」（英文：Largest Nunchaku Lesson）的健力士世界紀錄，展示了香港雙節棍在全球雙節棍文化推廣的貢獻。同年，劉萬梁正式將協會轉型為香港雙節棍總會。
2019年，總會學員於紅館香港同胞慶祝中華人民共和國成立週年文藝晚會中與天王巨星劉德華同台演出歌曲《中國人》。
2023年，總會在尖沙嘴香港文化中心創立全球首個以雙節棍為推廣主題的年度活動「雙節棍同樂及推廣日」，成為推廣雙節棍運動的重要里程碑。

## 教學系統
總會採用八級八段制的雙節棍教學體系，涵蓋基礎技術和進階應用，包括手技、反彈、舞花、離手、發力、拋棍、手指技、擊物與對抗性訓練。該體系的目的是提升學員的基本功和技術等能力，並已獲得國際認證，用於國際比賽及專業訓練中。學生完成八級系統後，將晉升至八段系統。
雙節棍八級體系分別為： 黃帶一級（Level 1）、黃帶二級（Level 2）、 藍帶一級（Level 3）、藍帶二級（Level 4）、紫帶一級（Level 5）、紫帶二級（Level 6）、 啡帶一級（Level 7）、啡帶二級（Levek 8）。
雙節棍八段體系分別為：黑帶一段（Dan 1）、黑帶二段（Dan 2）、黑帶三段（Dan 3）、黑帶四段（Dan 4）、黑帶五段（Dan 5）、黑帶六段（Dan 6）、黑帶七段（Dan 7）、黑帶八段（Dan 8）。

## 附屬團體
- ⁠菁英青年團
- 義教聯盟
- ⁠印尼香港雙節棍隊
- 菲律賓香港雙節棍隊
- 英國香港雙節棍隊
- ⁠新加坡香港雙節棍隊
- ⁠澳洲香港雙節棍隊
- 瑞典香港雙節棍隊
- ⁠加拿大香港雙節棍隊
- 聯網聯盟（Global Alliance）

## 電視節目（2021-2025）
- 2021：TVB 無線電視《體育新世界》
- 2021：ViuTV《舉高雙手3》
- 2022：TVB 無線電視《快樂長門人》
- 2022：ViuTV《養身一族》
- 2022：HOY TV《放學先好玩》
- 2023：RTHK 香港電台《香江暖流》
- 2023：TVB 無線電視《思家大戰 第三季》
- 2023：ViuTV《無限試煉場》
- 2023：HOY TV《一線搜查》
- 2023：ViuTV《黃金興趣班》
- 2024：ViuTV《全民運動日誌》
- 2024：RTHK 香港電台《潮青誌》
- 2024：ViuTV《運動員背後》
- 2025：TVB 無限電視《福佑香江同心邁向2025》無限電視除夕倒數節目
- 2025：HOY TV《粵來粵好過大年》HOY TV春晚大型除夕節目

## 外部連結
香港雙節棍總會 （页面存档备份，存于）
世界雙節棍總會 （页面存档备份，存于）